# Онипко, Семён Иванович
Семен Иванович Онипко (18 (31) января 1913, Осмачки Полтавский район Полтавской области — 1 марта 1975,Тернополь) — украинский советский драматический актер. Народный артист УССР (1969).

## Биография
Участник Великой Отечественной войны.
Окончил театральный техникум в городе Сталино (ныне Донецк).
Актёр драматических театров в городах Бахмут (ныне Донецкой области), Сталино (1930—1941); Полтава (1948—1956), Винница (1956—1960)
От 1960 в городе Тернополь.

## Роли
Роли:
- Стецько («Сватанье на Гончаровке» Г. Квитки-Основьяненко),
- Иван Непокрытый, Типко («Дай сердцу волю, заведет в неволю», «Заиленные источники». Кропивницкого),
- Лопух, Шрам («Цыганка Аза», «Оборона Буши». Старицкого),
- Лопата («Земля» по О. Кобылянской),
- дядя Лев («Лесная песня» Леси Украинки),
- Эрнст Крауз («Незабываемое» по А. Довженко).
- Николай Задорожный («Украденное счастье» И. Франко),
- Рыбалка («Спасибо тебе, моя любовь» Алексея Коломийца),
- Найда («Путь до сына» Корниенко),
- Недомірко («Разлука» Бы. Антківа и И. Цюпы),
- Антон Качан («Вирус любви» Ю. Бобошко и В. Данилевича).